# Teorema de Bell
El teorema de Bell o desigualtats de Bell s'aplica en mecànica quàntica per a quantificar matemàticament les implicacions plantejades teòricament en la paradoxa d'Einstein-Podolsky-Rosen i permetre així la seua demostració experimental. Deu el seu nom al científic irlandès John S. Bell, que la va presentar en 1964.
El teorema de Bell és un metateorema que mostra que les prediccions de la mecànica quàntica (MQ) no són intuïtives, i afecta a temes filosòfics fonamentals de la física moderna. És el llegat més famós del físic John S. Bell. El teorema de Bell és un teorema d'impossibilitat, que afirma que:
| « | Cap teoria física de variables ocultes locals pot reproduir totes les prediccions de la mecànica quàntica. | » |